# 芦洋乡
芦洋乡是中国福建省福州市平潭县下辖的一个乡。2021年4月，撤销流水镇、中楼乡、芦洋乡，设立君山镇。

## 行政区划
芦洋乡下辖以下地区：
洋中村、芦北村、黄土墩村、马腿村、西边寮村、鹿寮村和大渊村。